# Burgstall Neudeck
Der Burgstall Neudeck ist eine abgegangene mittelalterliche Höhenburg in der Landshuter Gemarkung Wolfsbach im Stadtteil Frauenberg.
Die ehemalige Burganlage ist als Bodendenkmal mit der Nummer D-2-7439-0062 vom Bayerischen Landesamt für Denkmalpflege erfasst und mit „mittelalterlicher Burgstall“ umschrieben. 220 m nordöstlich liegt ein zweiter Burgstall, der unter der Aktennummer D-2-7439-0063 als „mittelalterlicher Burgstall, wohl jüngermetallzeitliche Siedlung“ beschrieben wird. Ob beide Anlagen in einer Beziehung zueinander standen, ist unbekannt.

## Lage
Der Burgstall der Spornburg liegt bei 451 m ü. NN an einer Hügelkette der Isarleite. Die vorgeschobene Hangschulter grenzt an das Tal der Isar und liegt 70 m oberhalb der Talaue.

## Geschichte
Burg Neudeck war, wie auch die benachbarten Burgen Schaumburg und Wolfstein, im Besitz der Schaumburger (de Scovenburg), womit wahrscheinlich das Edelgeschlecht der Schauenburger mit der Schauenburg als Stammsitz gemeint ist. Die Herren von Schaumburg waren auch mit dem Geschlecht der Roninger verwandt, hatten Verbindungen nach Wolnzach und nannten sich auch „von Winklsass“.
Neudeck gehörte wahrscheinlich zur benachbarten Straßburg. Die Burgen Wolfstein und Schaumburg kamen mit dem Erbe der Schaumburger um 1170 an die Wittelsbacher. Neudeck war um 1200 bereits verlassen und wurde zusammen mit der Straßburg im Jahr 1203 zerstört. Das Anwesen war noch 1251 im Besitz des Hohold von Schaumburg-Neudeck-Winklsass. Mit Hoholds Tod im Jahr 1260 starben die Schaumburger aus. Die Güter und Grafschaftsrechte von Neudeck gingen an die Wittelsbacher Herzöge. Laut einer Urkunde, die zwischen 1266 und 1277 ausgestellt wurde, übergab Hoholds Witwe Agnes ihre Eigenleute dem Kloster Seligenthal, darunter wird namentlich der Propst Heinrich von Geisenhausen erwähnt.
Die Übernahme der Schaumburger Besitztümer und die Zerstörung der benachbarten bischöflichen Straßburg bedeutete eine wichtige herrschaftliche Entwicklung für die bayerischen Herzöge und der Stadt Landshut. Die Wittelsbacher konnten somit ihr Herrschaftsgebiet erweitern und vor allem den alten Handelsübergang der Isar in den Landshuter Kontrollbereich verlegen.

## Beschreibung
Der Burgstall ist eine zweiteilige Anlage. Die gut erhaltene Hauptburg stellt ein annäherndes Rechteck mit 54 × 36 m mit abgerundeter Südseite dar. Das obere Plateau ist durch einen bogenförmigen Graben von dem 2 m tiefer liegenden Hinterland abgetrennt. Die dem Hauptwerk vorgelagerte Vorburg wird heute von dem Hof Neudeck eingenommen.
Von der Burg sind noch die halbovale bis rechteckige Fläche des ehemaligen Standortes sowie mehrere Gräben, welche die Anlage absicherten, vorhanden. Der Burgstall ist in direkter Nachbarschaft zur Einöde Neudeck.